# クレス＝ホーカン・アーンショー
- クレス・H・アーンショー

クレス＝ホーカン・アーンショー（Claes-Håkan Ahnsjö, 1942年8月1日 - ）は、スウェーデン出身のテノール歌手。
ストックホルムの出身。地元の師範学校に進学したが、エリク・セデーン、アクセル・シュッツ等に声楽を学び、マックス・ロレンツの薫陶も受けた。1969年にストックホルム王立歌劇場でヴォルフガング・アマデウス・モーツァルトの《魔笛》でタミーの役を演じて歌手としてデビューを飾り、1973年まで同歌劇場の歌手として活動した。1973年からミュンヘンのバイエルン国立歌劇場に移籍。1975年にはケネディ・センターでのアンタル・ドラティの指揮によるフランツ・ヨーゼフ・ハイドンの《四季》の上演に参加してアメリカ・デビューを飾った。